# Pedro Luis Marichalar
Marichalar  Fernández est un nom espagnol. Le premier nom de famille, en général paternel, est Marichalar ; le second, en général maternel, souvent omis, est Fernández.
Pedro Luis Marichalar Fernández, né le 6 mars 1980 à Labarces (es), est un coureur cycliste espagnol.

## Palmarès
- 2002
  - Mémorial Rodríguez Inguanzo
  - 2e du Tour d'Alava[1]
- 2003
  - Tour de Cantabrie :
    - Classement général
    - 2e étape
- 2004
  - Trophée Guerrita
  - 3e étape du Tour d'Estrémadure
  - 3e du Trofeo Ayuntamiento de Zamora
  - 3e de la Coupe d'Espagne de cyclisme
- 2005
  - 1re étape du Tour de Cordoue
  - 2e du San Gregorio Saria

## Classements mondiaux
| Année           | 2005   | 2006 |
| --------------- | ------ | ---- |
| UCI Europe Tour | 1 282e | 959e |